# Canada tại Thế vận hội
Canada đã liên tục gửi các vận động viên (VĐV) tới tất cả các kỳ Thế vận hội Mùa đông và gần như toàn bộ các kỳ Thế vận hội Mùa hè kể từ khi lần đầu góp mặt tại đại hội năm 1900, trừ lần tẩy chay kỳ năm 1980. Canada đã giành ít nhất một huy chương tại mỗi kỳ Thế vận hội nước này tham gia. Ủy ban Olympic Canada (COC) là Ủy ban Olympic quốc gia của Canada.
Tại Thế vận hội Mùa đông 2010 do chính Canada tổ chức ở Vancouver, British Columbia, quốc gia này lần đầu tiên xếp nhất toàn đoàn chung cuộc với số huy chương vàng nhiều nhất.

## Các kỳ Thế vận hội Canada tổ chức
Canada từng 3 lần làm chủ nhà Thế vận hội: Thế vận hội Mùa hè 1976 ở Montreal, Thế vận hội Mùa đông 1988 ở Calgary, và Thế vận hội Mùa đông 2010 ở Vancouver.
| Thế vận hội               | Thành phố đăng cai | Thời gian              | Số nước tham dự | Số VĐV | Số nội dung thi đấu |
| ------------------------- | ------------------ | ---------------------- | --------------- | ------ | ------------------- |
| Thế vận hội Mùa hè 1976   | Montreal           | 17 tháng 7 – 1 tháng 8 | 92              | 6,028  | 123                 |
| Thế vận hội Mùa đông 1988 | Calgary            | 13 – 28 tháng 2        | 57              | 1,423  | 46                  |
| Thế vận hội Mùa đông 2010 | Vancouver          | 12 – 28 tháng 2        | 83              | 2,629  | 86                  |

## Bảng huy chương

### Thế vận hội Mùa hè

Số lượng huy chương Canada giành được tại Thế vận hội Mùa hè từ 1900 tới 2012.

Huy chương theo năm
| Thế vận hội                  | Số VĐV        | Vàng          | Bạc           | Đồng          | Tổng số       | Xếp thứ       |
| Athens 1896                  | không tham dự | không tham dự | không tham dự | không tham dự | không tham dự | không tham dự |
| Paris 1900                   | 2             | 1             | 0             | 1             | 2             | 13            |
| St. Louis 1904               | 52            | 4             | 1             | 1             | 6             | 4             |
| Luân Đôn 1908                | 87            | 3             | 3             | 10            | 16            | 7             |
| Stockholm 1912               | 37            | 3             | 2             | 3             | 8             | 9             |
| Antwerpen 1920               | 53            | 3             | 3             | 3             | 9             | 12            |
| Paris 1924                   | 65            | 0             | 3             | 1             | 4             | 20            |
| Amsterdam 1928               | 69            | 4             | 4             | 7             | 15            | 10            |
| Los Angeles 1932             | 102           | 2             | 5             | 8             | 15            | 12            |
| Berlin 1936                  | 97            | 1             | 3             | 5             | 9             | 17            |
| Luân Đôn 1948                | 118           | 0             | 1             | 2             | 3             | 25            |
| Helsinki 1952                | 107           | 1             | 2             | 0             | 3             | 21            |
| Melbourne 1956               | 92            | 2             | 1             | 3             | 6             | 15            |
| Roma 1960                    | 85            | 0             | 1             | 0             | 1             | 32            |
| Tokyo 1964                   | 115           | 1             | 2             | 1             | 4             | 22            |
| Thành phố México 1968        | 138           | 1             | 3             | 1             | 5             | 23            |
| München 1972                 | 208           | 0             | 2             | 3             | 5             | 27            |
| Montréal 1976 (nước chủ nhà) | 385           | 0             | 5             | 6             | 11            | 27            |
| Moskva 1980                  | không tham dự | không tham dự | không tham dự | không tham dự | không tham dự | không tham dự |
| Los Angeles 1984             | 407           | 10            | 18            | 16            | 44            | 6             |
| Seoul 1988                   | 328           | 3             | 2             | 5             | 10            | 19            |
| Barcelona 1992               | 295           | 7             | 4             | 7             | 18            | 11            |
| Atlanta 1996                 | 303           | 3             | 11            | 8             | 22            | 21            |
| Sydney 2000                  | 294           | 3             | 3             | 8             | 14            | 24            |
| Athens 2004                  | 263           | 3             | 6             | 3             | 12            | 21            |
| Bắc Kinh 2008                | 332           | 3             | 9             | 8             | 20            | 19            |
| Luân Đôn 2012                | 281           | 1             | 6             | 11            | 18            | 36            |
| Rio de Janeiro 2016          | 314           | 4             | 3             | 15            | 22            | 20            |
| Tokyo 2020                   | chưa diễn ra  | chưa diễn ra  | chưa diễn ra  | chưa diễn ra  | chưa diễn ra  | chưa diễn ra  |
| Tổng số                      | Tổng số       | 63            | 103           | 136           | 302           | 20            |

Canada cũng giành được 1 vàng và 1 bạc tại Thế vận hội Mùa hè 1906, kỳ này hiện không còn được IOC công nhận là một Thế vận hội chính thức, do vậy những huy chương trên không được cộng vào số liệu trong bảng này.
Huy chương theo môn
| Điền kinh                       | 14 | 15  | 31  | 60  |
| Chèo thuyền                     | 9  | 17  | 15  | 41  |
| Bơi lội                         | 8  | 15  | 26  | 49  |
| Canoeing và kayaking (nước rút) | 4  | 10  | 10  | 24  |
| Bắn súng                        | 4  | 3   | 2   | 9   |
| Quyền Anh                       | 3  | 7   | 7   | 17  |
| Đấu vật tự do                   | 3  | 7   | 7   | 17  |
| Bơi nghệ thuật                  | 3  | 4   | 1   | 8   |
| Thể dục nhào lộn                | 2  | 3   | 2   | 7   |
| Nhảy ngựa                       | 2  | 2   | 1   | 5   |
| Bóng vợt                        | 2  | 0   | 1   | 3   |
| Nhảy cầu                        | 1  | 4   | 8   | 13  |
| Xe đạp lòng chảo                | 1  | 2   | 5   | 8   |
| Ba môn phối hợp                 | 1  | 1   | 0   | 2   |
| Bóng đá                         | 1  | 0   | 2   | 3   |
| Golf                            | 1  | 0   | 0   | 1   |
| Thể dục nghệ thuật              | 1  | 0   | 0   | 1   |
| Thể dục nhịp điệu               | 1  | 0   | 0   | 1   |
| Quần vợt                        | 1  | 0   | 0   | 1   |
| Thuyền buồm                     | 0  | 3   | 6   | 9   |
| Cử tạ                           | 0  | 3   | 1   | 4   |
| Judo                            | 0  | 2   | 3   | 5   |
| Xe đạp leo núi                  | 0  | 2   | 1   | 3   |
| Xe đạp đường trường             | 0  | 1   | 2   | 3   |
| Taekwondo                       | 0  | 1   | 1   | 2   |
| Bóng rổ                         | 0  | 1   | 0   | 1   |
| Cưỡi ngựa biểu diễn             | 0  | 0   | 1   | 1   |
| Mã thuật tổng hợp               | 0  | 0   | 1   | 1   |
| Bóng chuyền bãi biển            | 0  | 0   | 1   | 1   |
| Bóng bầu dục bảy người          | 0  | 0   | 1   | 1   |
| Tổng số*                        | 62 | 103 | 136 | 301 |

*Một trong số những huy chương vàng khúc côn cầu trên băng của Canada là giành được tại Thế vận hội Mùa hè 1920. Bảng này không tính huy chương đó, do vậy có sự khác nhau giữa bảng huy chương theo kỳ vận hội và theo môn.
Canada chưa từng giành huy chương Thế vận hội các môn Mùa hè hiện còn thi đấu sau: Bắn cung, Cầu lông, BMX, Canoeing và kayaking - Vượt chướng ngại vật, Đấu kiếm, khúc côn cầu trên cỏ, vật cổ điển, Bóng ném, bóng chuyền trong nhà, năm môn phối hợp hiện đại, bóng bàn, và bóng nước.

### Thế vận hội Mùa đông

Số lượng huy chương Canada giành được tại Thế vận hội Mùa đông từ 1924 tới 2014.

Canada tại Thế vận hội Mùa đông

## Thành tích
Năm 2012, VĐV nhảy ngựa biểu diễn Ian Millar thi đấu tại kỳ Thế vận hội thứ 10 trong sự nghiệp của mình, phá kỷ lục mà VĐV thuyền buồm người Áo Hubert Raudaschl đã xác lập từ 1964 đến 1996. Ông đã 11 lần liên tiếp có tên trong danh sách đội tuyển tham gia Thế vận hội, nhưng không góp mặt tại Thế vận hội Mùa hè 1980 vì Canada tẩy chay kỳ đại hội này. Năm 2008 ông giành được tấm huy chương Olympic đầu tiên, huy chương bạc nội dung nhảy ngựa đồng đội.
Clara Hughes là VĐV Thế vận hội đầu tiên và duy nhất giành lấy nhiều huy chương của cả kỳ Mùa hè (2 tấm) và Mùa đông (4 tấm). Clara Hughes và Cindy Klassen giữ kỷ lục là những VĐV Canada sở hữu nhiều huy chương Olympic nhất, với 6 tấm mỗi người. Riêng Cindy Klassen giữ kỷ lục là VĐV Canada có nhiều huy chương Thế vận hội Mùa đông nhất (6 tấm).
Catriona Le May Doan trở thành VĐV Canada đầu tiên bảo vệ thành công tấm huy chương vàng Olympic. Cô đã lặp lại ngôi đầu ở nội dung trượt băng tốc độ cự ly dài 500m dành cho nữ tại Thế vận hội Mùa đông 2002 sau lần thứ nhất đạt được vị trí này tại Thế vận hội Mùa đông 1998.
Alexandre Bilodeau trở thành VĐV đầu tiên từng có vàng môn trượt tuyết tự do bảo vệ thành công danh hiệu Olympic của mình, và lần đầu tiên giành huy chương vàng thứ hai liên tiếp nội dung trượt tuyết tự do địa hình mấp mô tại Thế vận hội Mùa đông 2014. Anh trở thành VĐV Canada thứ hai giữ vững tấm huy chương vàng Olympic đã đoạt được kỳ gần nhất trước đó, và là VĐV nam đầu tiên của xứ sở lá phong đỏ làm được điều này.
VĐV thể dục nhào lộn Rosie MacLennan lag người Canada đầu tiên bảo vệ thành công huy chương vàng một môn thể thao cá nhân tại Thế vận hội Mùa hè. Cô đều giành vàng Olympic vào các năm 2012 và 2016, trở thành VĐV Olympic đầu tiên bảo vệ được danh hiệu của mình ở phân môn này.
Sau khi cùng tuyển khúc côn cầu trên băng nữ đoạt vàng tại Thế vận hội Mùa đông 2014 trên cương vị đội trưởng, Caroline Ouellette trở thành VĐV Thế vận hội Mùa đông đầu tiên đều có vàng ở cả bốn (hoặc nhiều hơn) lần tham gia nội dung thi đấu của mình. Oullette từng đạt thành tích vàng khúc côn cầu trên băng năm 2002, 2006, và 2010.
Jennifer Jones đã dẫn dắt tuyển nữ bi đá trên băng tới tấm huy chương vàng tại Thế vận hội Mùa đông 2014. Cô là đội trưởng nữ đầu tiên trong lịch sử Olympic, cùng tập thể của mình, duy trì mạch bất bại suốt các loạt đấu cho tới chiến thắng cuối cùng. Jones, Kaitlyn Lawes, Jill Officer, Dawn McEwen và Kirsten Wall (ghế dự bị) liên tiếp hạ gục các đối thủ trong 11 trận đấu: Trung Quốc, Thụy Điển (thi đấu vòng tròn và chung kết), Anh (thi đấu vòng tròn và bán kết), Đan Mạch, Thụy Sĩ, Nhật Bản, Nga, Hoa Kỳ, và Hàn Quốc.
Tại Thế vận hội Mùa hè 2016, VĐV Penny Oleksiak trở thành người Canada đầu tiên giành 4 huy chương trong một kỳ Olympic Mùa hè và là nhà vô địch Thế vận hội trẻ nhất của nước này ở tuổi 16 với 1 huy chương vàng bơi tự do 100 m, 1 huy chương bạc bơi bướm 100 m, và 2 huy chương đồng bơi tiếp sức tự do nữ (4 × 100 m và 4 × 200 m). Cô cũng là quán quân Olympic thuộc thế hệ được sinh ra vào những năm 2000. Tấm huy chương đồng ở nội dung bơi tiếp sức tự do 4 × 100 m giúp cô trở thành VĐV đầu tiên sinh ra vào những năm 2000 có huy chương Olympic, cùng với đồng đội của cô là Taylor Ruck.
Sau khi giành vàng tại Thế vận hội Mùa đông 2010, Tessa Virtue và Scott Moir đã trở thành những VĐV khiêu vũ trên băng đầu tiên đến từ Bắc Mỹ có huy chương vàng Thế vận hội, kết thúc 34 năm thống trị của các VĐV châu Âu. Họ là đội khiêu vũ trên băng đầu tiên giành được vị trí cao nhất của đại hội trên mặt băng sân nhà và làm được điều đó ngay lần đầu góp mặt tại Thế vận hội. Họ cũng là bộ đôi trẻ nhất từng đoạt được một danh hiệu Olympic, ở độ tuổi lần lượt là 20 và 22. Và họ tiếp tục giành thêm 2 huy chương bạc tại Thế vận hội Mùa đông 2014 và 2 huy chương vàng tại Thế vận hội Mùa đông 2018, là những VĐV trượt băng nghệ thuật có bề dày thành tích nhất lịch sử Thế vận hội.
Dù không phải một VĐV Olympic, phát thanh viên - người dẫn chương trình Richard Garneau đã tham gia đưa tin về 23 kỳ Thế vận hội, nhiều hơn bất kỳ nhà báo nào trên thế giới, bắt đầu từ Thế vận hội Mùa hè 1960 đến Thế vận hội Mùa hè 2012, chỉ trừ các kỳ ở Atlanta năm 1996 và Nagano năm 1998. Ủy ban Olympic Quốc tế đã truy tặng ông huy chương Pierre de Coubertin như một sự ghi nhận đóng góp đặc biệt của ông cho hoạt động Thế vận hội.

### Các VĐV giành nhiều huy chương nhất
- Các năm in đậm là các Thế vận hội VĐV đó mang về huy chương.

| VĐV                     | Môn thi đấu            | Kỳ       | Tham dự các năm                                | Vàng | Bạc | Đồng | Tổng số |
| ----------------------- | ---------------------- | -------- | ---------------------------------------------- | ---- | --- | ---- | ------- |
| Cindy Klassen           | Trượt băng tốc độ      | Mùa đông | 2002, 2006, 2010                               | 1    | 2   | 3    | 6       |
| Clara Hughes            | Xe đạp                 | Mùa hè   | 1996, 2000, 2012                               | 0    | 0   | 2    | 6       |
| Clara Hughes            | Trượt băng tốc độ      | Mùa đông | 2002, 2006, 2010                               | 1    | 1   | 2    | 6       |
| Jayna Hefford           | Khúc côn cầu trên băng | Mùa đông | 1998, 2002, 2006, 2010, 2014                   | 4    | 1   | 0    | 5       |
| Hayley Wickenheiser     | Khúc côn cầu trên băng | Mùa đông | 1998, 2002, 2006, 2010, 2014                   | 4    | 1   | 0    | 5       |
| Scott Moir              | Trượt băng nghệ thuật  | Mùa đông | 2010, 2014, 2018                               | 3    | 2   | 0    | 5       |
| Tessa Virtue            | Trượt băng nghệ thuật  | Mùa đông | 2010, 2014, 2018                               | 3    | 2   | 0    | 5       |
| Charles Hamelin         | Cự ly ngắn             | Mùa đông | 2006, 2010, 2014, 2018                         | 3    | 1   | 1    | 5       |
| Marc Gagnon             | Cự ly ngắn             | Mùa đông | 1994, 1998, 2002                               | 3    | 0   | 2    | 5       |
| François-Louis Tremblay | Cự ly ngắn             | Mùa đông | 2002, 2006, 2010                               | 2    | 2   | 1    | 5       |
| Lesley Thompson         | Chèo thuyền            | Mùa hè   | 1984, 1988, 1992, 1996, 2000, 2008, 2012, 2016 | 1    | 3   | 1    | 5       |
| Phil Edwards            | Điền kinh              | Mùa hè   | 1928, 1932, 1936                               | 0    | 0   | 5    | 5       |
| Caroline Ouellette      | Khúc côn cầu trên băng | Mùa đông | 2002, 2006, 2010, 2014                         | 4    | 0   | 0    | 4       |
| Jennifer Botterill      | Khúc côn cầu trên băng | Mùa đông | 1998, 2002, 2006, 2010                         | 3    | 1   | 0    | 4       |
| Becky Kellar            | Khúc côn cầu trên băng | Mùa đông | 1998, 2002, 2006, 2010                         | 3    | 1   | 0    | 4       |
| Meghan Agosta           | Khúc côn cầu trên băng | Mùa đông | 2006, 2010, 2014, 2018                         | 3    | 1   | 0    | 4       |
| Kathleen Heddle         | Chèo thuyền            | Mùa hè   | 1992, 1996                                     | 3    | 0   | 1    | 4       |
| Marnie McBean           | Chèo thuyền            | Mùa hè   | 1992, 1996                                     | 3    | 0   | 1    | 4       |
| Éric Bédard             | Cự ly ngắn             | Mùa đông | 1998, 2002, 2006                               | 2    | 1   | 1    | 4       |
| Gaétan Boucher          | Trượt băng tốc độ      | Mùa đông | 1976, 1980, 1984, 1988                         | 2    | 1   | 1    | 4       |
| Victor Davis            | Bơi lội                | Mùa hè   | 1984, 1988                                     | 1    | 3   | 0    | 4       |
| Denny Morrison          | Trượt băng tốc độ      | Mùa đông | 2006, 2010, 2014, 2018                         | 1    | 2   | 1    | 4       |
| Adam van Koeverden      | Kayaking               | Mùa hè   | 2004, 2008, 2012, 2016                         | 1    | 2   | 1    | 4       |
| Penny Oleksiak          | Bơi lội                | Mùa hè   | 2016                                           | 1    | 1   | 2    | 4       |
| Kristina Groves         | Trượt băng tốc độ      | Mùa đông | 2002, 2006, 2010                               | 0    | 3   | 1    | 4       |
| Tania Vicent            | Cự ly ngắn             | Mùa đông | 1998, 2002, 2006, 2010                         | 0    | 2   | 2    | 4       |
| Émilie Heymans          | Nhảy cầu               | Mùa hè   | 2000, 2004, 2008, 2012                         | 0    | 2   | 2    | 4       |
| Alex Wilson             | Điền kinh              | Mùa hè   | 1928, 1932                                     | 0    | 1   | 3    | 4       |

### Từ 3 huy chương trở lên tại một kỳ Thế vận hội
| VĐV             | Môn thi đấu       | Thế vận hội   | Vàng                  | Bạc                           | Đồng                          | Tổng số |
| --------------- | ----------------- | ------------- | --------------------- | ----------------------------- | ----------------------------- | ------- |
| Phil Edwards    | Điền kinh         | Mùa hè 1932   | 0                     | 0                             | 800 m 1500 m 4×400 m tiếp sức | 3       |
| Alex Wilson     | Điền kinh         | Mùa hè 1932   | 0                     | 800 m                         | 400 m 4×400 m tiếp sức        | 3       |
| Elaine Tanner   | Bơi lội           | Mùa hè 1968   | 0                     | 100 m bơi ngửa 200 m bơi ngửa | 4×100m tự do                  | 3       |
| Victor Davis    | Bơi lội           | Mùa hè 1984   | 200 m bơi ếch         | 100 m bơi ếch 4×100 m hỗn hợp | 0                             | 3       |
| Anne Ottenbrite | Bơi lội           | Mùa hè 1984   | 200 m bơi ếch         | 100 m bơi ếch                 | 4×100 m hỗn hợp               | 3       |
| Gaétan Boucher  | Trượt băng tốc độ | Mùa đông 1984 | 1000 m 1500 m         | 0                             | 500 m                         | 3       |
| Marc Gagnon     | Cự ly ngắn        | Mùa đông 2002 | 500 m 5000 m tiếp sức | 0                             | 1500 m                        | 3       |
| Cindy Klassen   | Trượt băng tốc độ | Mùa đông 2006 | 1500 m                | 1000 m Rượt đuổi đồng đội     | 3000 m 5000 m                 | 5       |
| Penny Oleksiak  | Bơi lội           | Mùa hè 2016   | 100 m tự do           | 100 m bơi bướm                | 4×100 m tự do 4×200 m tự do   | 4       |
| Andre De Grasse | Điền kinh         | Mùa hè 2016   | 0                     | 200 m                         | 100 m 4×100 m tiếp sức        | 3       |
| Kim Boutin      | Cự ly ngắn        | Mùa đông 2018 | 0                     | 1000 m                        | 500 m 1500 m                  | 3       |